# Baschi
Baschi là một đô thị ở tỉnh Terni trong vùng Umbria của Ý, có cự ly khoảng 50 km về phía tây nam của Perugia và khoảng 35 km về phía tây bắc của Terni. Tại thời điểm ngày 31 tháng 12 năm 2004, đô thị này có dân số 2.709 người và diện tích là 68.3 km².
Baschi giáp các đô thị: Montecchio, Orvieto, Todi.